# Brunnsgubbe
Brunnsgubbe eller Brunnskessan, även Buse, är uppdiktade skrämselfigurer som egentligen inte ingått i folkliga trosföreställningar utan enbart tillkommit för att skrämma barn från att komma i närheten av brunnen och andra farliga platser.